# Iljuschin Il-112
Die Iljuschin Il-112 (russisch Ильюшин Ил-112) ist ein in der Erprobung befindliches leichtes Transportflugzeug des russischen Herstellers Iljuschin. Es soll mit einer Nutzlast von etwa sechs Tonnen die Antonow An-24, Antonow An-26 und Antonow An-32 ersetzen.

## Geschichte
Die Geschichte der Il-112 reicht bis in das Jahr 1994 zurück, als Iljuschin eine neue Projektstudie für eine verkleinerte Version des Regionalflugzeuges Il-114 vorstellte. Es waren verschiedene Versionen vorgesehen, darunter eine Version als Transportflugzeug und eine Variante für ein Regionalverkehrsflugzeug mit einer Kapazität für 40 Passagiere. Die Version des militärischen Transportflugzeuges konnte sich 1999 und 2003 in zwei Wettbewerben des russischen Verteidigungsministeriums gegenüber der Mikojan-Gurewitsch MiG-110 und der Suchoi Su-80 durchsetzen.
Der Start der eigentlichen Entwicklung der militärischen Transportvariante Il-112W begann 2003, wurde aber 2011 zugunsten der Antonow An-140 gestoppt. Im Jahr 2013 wurde das Programm wieder aufgenommen. Insgesamt sollen 62 Il-112W beschafft werden. Der Erstflug der Maschine sollte ursprünglich 2017 erfolgen, gefolgt von einem zweijährigen Testprogramm, so dass die Produktion 2019 begonnen würde. Die Serienproduktion wird nach Angaben im Jahr 2017 eher später erfolgen. Während früher von einem zivilen Bedarf von bis zu 1000 solcher Flugzeuge ausgegangen worden war, fiel diese Prognose bis 2017 auf nur noch 100 Maschinen. Am 27. November 2018 fand bei Voronezh Aircraft Enterprise (Teil des Geschäftsbereichs Aviation Transport der United Aircraft Corporation) das Roll-Out des ersten Il-112W-Prototyps statt. Im Dezember 2018 wurde ein Rumpf für Belastungstests an das Luftfahrtforschungsinstitut ZAGI geliefert, Ende des Monats begannen außerdem Rollversuche mit einem Prototyp.
Bis zur Fertigstellung der militärischen Produktion soll keine zivile Variante angeboten werden. In Woronesch wird die Serienfertigung durchgeführt.
Am 30. März 2019 absolvierte die Iljuschin Il-112W auf dem Flugplatz Woronesch ihren Erstflug. Geplant war, mit zwei Prototypen ab Ende 2021 Truppenversuche aufzunehmen. Der erste Prototyp führte seinen zweiten Testflug jedoch erst im März 2021 um rund zwei Tonnen leichter aus, nachdem das Flugzeug zuvor die angestrebte Nutzlast nicht erreichen konnte. Vor seinem Absturz im August 2021 absolvierte das Flugzeug 21 weitere kurze Testflüge.
Nach dem Absturz erfolgten keine weiteren Flüge. Im Sommer 2023 wurden Überlegungen bekannt, die Il-112 anstelle mit den Turboproptriebwerken mit Awiadwigatel PD-8-Turbinen-Strahltriebwerken auszurüsten. Dies hätte Anpassungen an Tragflächen, am Treibstoffsystem sowie an diversen Bordsystemen zur Folge.

## Konstruktion
Die Konstruktion des Flugzeugs wurde im Vergleich zur Il-114 radikal geändert. Die Il-112 wurde als freitragender Schulterdecker mit T-Leitwerk entworfen. Von der Il-114 wurden die Mittelrumpfsektion, Triebwerke, Propeller, gekürzte Tragflächen, technische Systeme und Teile der Cockpitausrüstung übernommen. Das Cockpit mit elektronischem Fluginstrumentensystem (EFIS) mit konfigurierbaren Multifunction-Displays (MFD) sowie Triebwerksanzeige und Besatzungs-Warnsystem ist für den Betrieb durch eine Zweimannbesatzung ausgelegt. Die Il-112W hat eine Heckrampe, über die der 8,40 m lange, 2,40 m breite und 2,40 m hohe Frachtraum beladen wird.

## Zwischenfälle
Am 17. August 2021 stürzte der einzige flugfähige Prototyp (Luftfahrzeugkennzeichen RF-41400) bei einem Testflug ab, nachdem das Triebwerk Nr. 2 (rechts) Feuer gefangen hatte. Die Maschine war vier Minuten zuvor vom Militärflugplatz Kubinka westlich von Moskau gestartet. Die Besatzung, zwei Piloten und ein Ingenieur, überlebte den Absturz nicht (siehe auch Flugunfall einer Iljuschin Il-112 bei Kubinka 2021).

## Technische Daten

Dreiseitenriss der Il-112

| Kenngröße            | Daten                                                      |
| -------------------- | ---------------------------------------------------------- |
| Besatzung            | 2                                                          |
| Länge                | 23,14 m                                                    |
| Spannweite           | 25,74 m                                                    |
| Höhe                 | 8,87 m                                                     |
| Nutzlast             | 6.000 kg                                                   |
| max. Startmasse      | 20.000 kg                                                  |
| Reisegeschwindigkeit | 470 km/h                                                   |
| Reichweite           | 1.200 km                                                   |
| Triebwerke           | 2 × Turboprop Klimow TW7-117ST; je 2.058 kW (ca. 2.800 PS) |